# Adoretus bakeri
Adoretus bakeri är en skalbaggsart som beskrevs av Ohaus 1923. Adoretus bakeri ingår i släktet Adoretus och familjen Rutelidae. Inga underarter finns listade i Catalogue of Life.